# Молони, Джейсон
Джейсон Молони (англ. Jason Moloney), (род. 10 января 1991, Митчем, Виктория, Австралия) — австралийский боксёр-профессионал, выступающий в легчайшей и второй легчайшей весовой категории.
Среди профессионалов действующий чемпион мира по версии WBO (2023—2024) в легчайшем весе. Чемпион Британского содружества в легчайшем весе (2018). Чемпион Океании по версии WBA в легчайшем весе (2017—2019).
Брат близнец боксёра Эндрю Молони.

## Любительская карьера
Молони выступал в наилегчайшем весе на Играх Содружества 2010.
Первый бой Молони на турнире состоялся против Майкла Конлана (Ирландия), которого он победил решением судей, при обратном отсчете, в одном из лучших боев турнира.
Затем он встретился с Отенгом Отенгом (Ботсвана) в четвертьфинале, проиграв ему решением судей.

## Профессиональная карьера
Дебютировал 15 августа 2014 года.

### Участие в турнире World Boxing Super Series
9 мая 2018 года было объявлено, что Молони примет участие во 2-м сезоне Всемирной боксёрской суперсерии.

#### Четвертьфинал. Чемпионский бой с Эммануэлем Родригесом
20 октября 2018 года встретился с чемпионом по версии IBF Эммануэлем Родригесом. Родригес с первых секунд взял ход боя под контроль. Он успевал встречать атаки австралийца и действовать в ответ после его джеба, а также был надежен в защите. Молони сделал акцент на работу по туловищу и имел локальные успехи. На протяжении всего поединка Эммануэль Родригес был значительно точнее. Поединок продлился все двенадцать раундов, концовка прошла в высоком темпе и получилась яркой. Родригес победил близким раздельным решением судей: 115—113 Молони, 115—113 Родригес дважды.

#### Чемпионский бой с Наоей Иноуэ
31 октября 2020 года встретился с непобежденным чемпионом по версиям WBA, IBF японцем Наоей Иноуэ. В шестом раунде Иноуэ удалось отправить Молони в нокдаун. В конце 7 раунда японец провел правый прямой в голову соперника, снова отправив соперника в нокдаун. В этот раз австралиец не смог оправиться от удара, и рефери зафиксировал нокаут.

#### Чемпионский бой с Винсентом Астролабио
В январе 2023 года абсолютный чемпион мира в легчайшем весе японец Наоя Иноуэ официально отказался от своих поясов и подтвердил намерение продолжить карьеру дивизионом выше. Началась занимательная путаница, так как у топ-претендентов (прежде всего у Винсента Астролабио, Эммануэля Родригеса и Джейсона Молони) было право выбора, за какой из освободившихся поясов провести бой. Изначально планировалось, что титул IBF разыграют победители элиминаторов Винсент Астролабио и Эммануэль Родригес. Но австралиец Джейсон Молони отказался от боя за пояс WBC с филиппинской легендой Нонито Донэйром и решил провести бой за титул WBO. Астролабио решил, что Молони им стилистически удобнее (или финансово выгоднее) Родригеса. Родригес в итоге сразился с Мелвином Лопесом, а Донэйр с Алехандро Сантьяго.
https://vringe.com/news/163142-komu-dostanutsya-poyasa-inoue.htm
13 мая 2023 года Молони в бою за вакантный титул WBO встретился с Винсентом Астролабио. Молони доминировал на протяжении боя и победил решением большинства судей:114-114, 115—113 и 116—112.
https://www.badlefthook.com/2023/5/13/23722841/moloney-vs-astrolabio-full-fight-video-highlights-results-jason-wins-world-title-boxing-news-2023
https://vringe.com/news/165579-eshchye-odin-poyas-naoi-inoue-obryel-novogo-vladeltsa.htm